# Zuid-Amerikaanse steltkluut
De Zuid-Amerikaanse steltkluut (Himantopus melanurus) is een waadvogel met zeer lange poten uit de familie van kluten (Recurvirostridae) die voorkomt in Zuid-Amerika. Vaak wordt deze steltkluut als ondersoort H. himantopus melanurus gepresenteerd. Ook BirdLife International beschouwt deze soort als ondersoort van de steltkluut, daarom heeft deze soort geen speciale vermelding op de Rode Lijst van de IUCN.

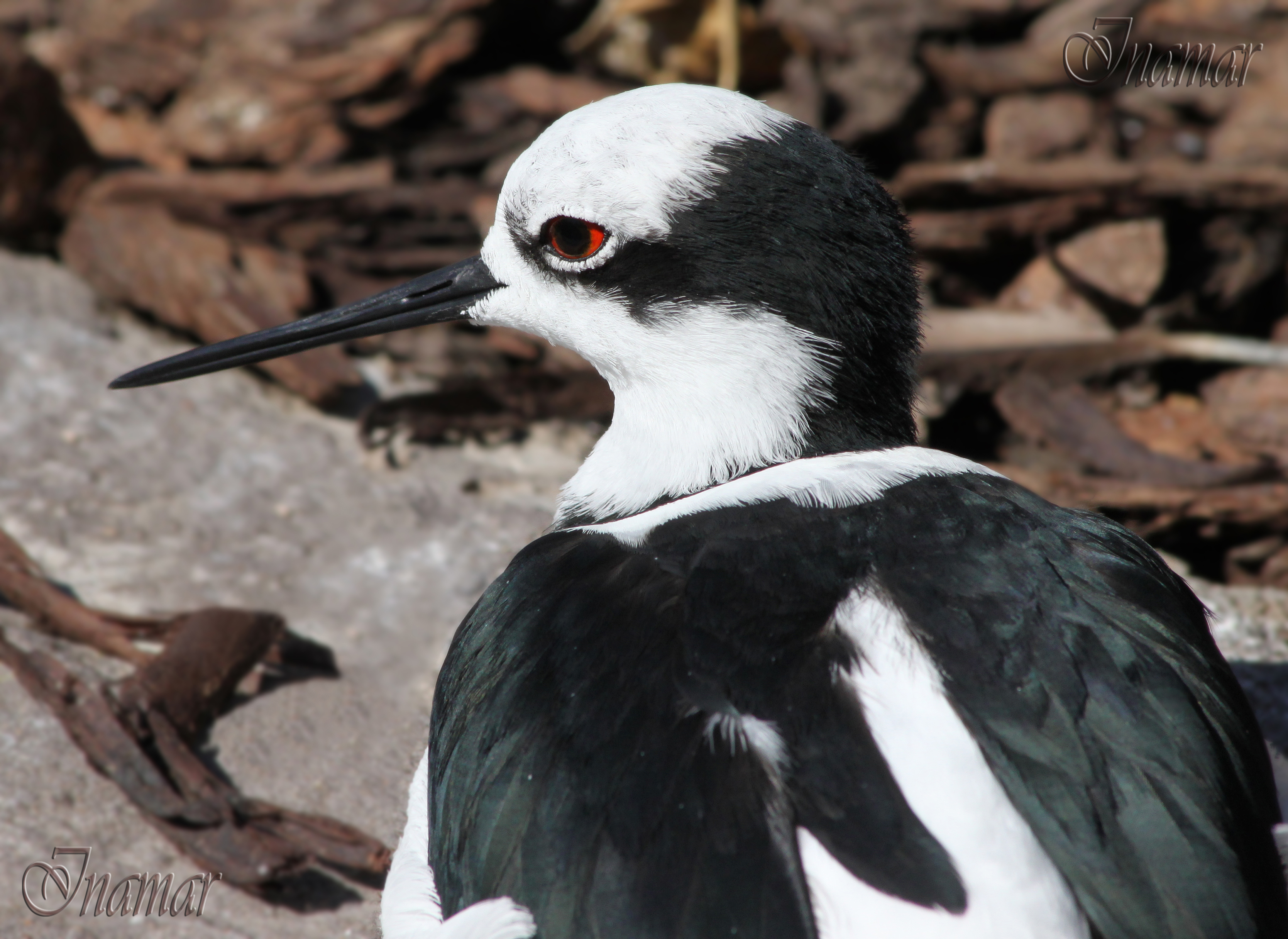
Zuid-Amerikaanse steltkluut.

## Verspreiding
De soort komt voor als standvogel in Peru, op de Galapagoseilanden in Ecuador, in het noordoosten van Brazilië en in het midden en zuiden van Argentinië.